# Узбекистан на летних Олимпийских играх 2016
Узбекистан на летних Олимпийских играх 2016 года представлен 70 спортсменами в 13 видах спорта.
Игры 2016 года стали самыми успешными в истории Узбекистана. Спортсмены завоевали сразу 4 золотые медали, столько же, сколько было на счету узбекских спортсменов на всех летних и зимних Играх за всю историю. Особенно удачно выступили боксёры-мужчины, они завоевали 7 наград в 9 категориях, больше всех других стран на Играх.

## Общая информация
В соответствии с постановлением Президента Республики Узбекистан от 12 июля 2016 года № ПП-2558 обладатели медалей XXXI летних Олимпийских игр получат следующее денежное вознаграждение:
- за первое место – $200 000;
- за второе место – $100 000;
- за третье место – $75 000[2].

## Медали
| Золото  |                       |                                           |            |
| №       | Спортсмены            | Вид спорта (дисциплина)                   | Дата       |
| 1       | Хасанбой Дусматов     | Бокс (до 49 кг, мужчины)                  | 14 августа |
| 2       | Руслан Нурудинов      | Тяжёлая атлетика (до 105 кг, мужчины)     | 15 августа |
| 3       | Шахобиддин Зоиров     | Бокс (до 52 кг, мужчины)                  | 21 августа |
| 4       | Фазлиддин Гаибназаров | Бокс (до 64 кг, мужчины)                  | 21 августа |
| Серебро |                       |                                           |            |
| №       | Спортсмены            | Вид спорта (дисциплина)                   | Дата       |
| 1       | Шахрам Гиясов         | Бокс (до 69 кг, мужчины)                  | 17 августа |
| 2       | Бектемир Меликузиев   | Бокс (до 75 кг, мужчины)                  | 20 августа |
| Бронза  |                       |                                           |            |
| №       | Спортсмены            | Вид спорта (дисциплина)                   | Дата       |
| 1       | Диёрбек Урозбоев      | Дзюдо (до 60 кг, мужчины)                 | 6 августа  |
| 2       | Ришод Собиров         | Дзюдо (до 66 кг, мужчины)                 | 7 августа  |
| 3       | Рустам Тулаганов      | Бокс (до 91 кг, мужчины)                  | 13 августа |
| 4       | Эльмурат Тасмурадов   | Борьба (греко-римская, до 59 кг, мужчины) | 14 августа |
| 5       | Муроджон Ахмадалиев   | Бокс (до 56 кг, мужчины)                  | 18 августа |
| 6       | Ихтиёр Наврузов       | Борьба (вольная, до 65 кг, мужчины)       | 21 августа |
| 7       | Магомед Ибрагимов     | Борьба (вольная, до 97 кг, мужчины)       | 21 августа |

## Состав сборной
Академическая гребля
1. Шахбоз Холмурзаев

 Бокс
1. Муроджон Ахмадалиев
2. Фазлиддин Гаибназаров
3. Шахрам Гиясов
4. Баходир Жалолов
5. Хасанбой Дусматов
6. Шахобидин Зоиров
7. Бектемир Меликузиев
8. Эльшод Расулов
9. Хуршид Таджибаев
10. Рустам Тулаганов
11. Ёдгорой Мирзаева

 Борьба
Вольная борьба
1. Бекзод Абдурахмонов
2. Магомед Ибрагимов
3. Ихтиёр Наврузов
4. Аббос Рахмонов

Греко-римская борьба
1. Муминжон Абдуллаев
2. Рустам Ассакалов
3. Эльмурат Тасмурадов
4. Дильшод Турдиев

Гребля на байдарках и каноэ
 Гребля на гладкой воде
1. Герасим Кочнев
2. Серик Мирбеков
3. Алексей Мочалов
4. Ольга Умаралиева

 Дзюдо
1. Соиб Курбонов
2. Шерали Жураев
3. Ришод Собиров
4. Шахзодбек Собиров
5. Абдулло Тангриев
6. Диёрбек Уразбаев
7. Мирали Шарипов
8. Гулноза Матниязова

 Лёгкая атлетика
1. Леонид Андреев
2. Иван Зайцев
3. Руслан Курбанов
4. Андрей Петров
5. Сухроб Ходжаев
6. Бобур Шокиржонов
7. Наталья Асанова
8. Екатерина Воронина
9. Надия Дусанова
10. Валентина Кибальникова
11. Светлана Радзивил
12. Юлия Тарасова
13. Екатерина Тунгускова
14. Ситора Хамидова
15. Марина Хмелевская
16. Нигина Шарипова

 Настольный теннис
1. Зохид Кенжаев

 Плавание
1. Владислав Мустафин
2. Ранохон Аманова

 Прыжки на батуте
1. Екатерина Хилько

 Спортивная гимнастика
1. Антон Фокин
2. Оксана Чусовитина

 Стрельба
1. Вадим Скороваров

 Теннис
1. Денис Истомин

 Тхэквондо
1. Никита Рафалович
2. Нигора Турсункулова
3. Дмитрий Шокин

 Тяжёлая атлетика
1. Достон Ёкубов
2. Иван Ефремов
3. Руслан Нурудинов
4. Сардорбек Дусмурутов
5. Рустам Джангабаев

 Художественная гимнастика
1. Самира Амирова
2. Луиза Ганиева
3. Валерия Давыдова
4. Зарина Курбанова
5. Марта Ростобурова
6. Анастасия Сердюкова

## Результаты соревнований

### Академическая гребля
В следующий раунд из каждого заезда проходят несколько лучших экипажей (в зависимости от дисциплины). В отборочный заезд попадают спортсмены, выбывшие в предварительном раунде. В финал A выходят 6 сильнейших экипажей, остальные разыгрывают места в утешительных финалах B-F.
Мужчины
| Соревнование | Спортсмены        | Предварительный заезд | Предварительный заезд | Предварительный заезд | Отборочный заезд | Отборочный заезд | Отборочный заезд | Четвертьфинал | Четвертьфинал | Четвертьфинал | Полуфинал     | Полуфинал     | Полуфинал     | Финал   | Финал   | Итоговое место |
| Соревнование | Спортсмены        | Заезд                 | Время                 | Место                 | Заезд            | Время            | Место            | Заезд         | Время         | Место         | Заезд         | Время         | Место         | Время   | Место   | Итоговое место |
| ------------ | ----------------- | --------------------- | --------------------- | --------------------- | ---------------- | ---------------- | ---------------- | ------------- | ------------- | ------------- | ------------- | ------------- | ------------- | ------- | ------- | -------------- |
| одиночки     | Шахбоз Холмурзаев | 3                     | 7:25,03               | 4                     | 3                | 7:14,58          | 2 Q              | 1             | 7:09,99       | 6             | Полуфинал C/D | Полуфинал C/D | Полуфинал C/D | Финал D | Финал D | 22             |
| одиночки     | Шахбоз Холмурзаев | 3                     | 7:25,03               | 4                     | 3                | 7:14,58          | 2 Q              | 1             | 7:09,99       | 6             | 1             | 7:26,04       | 4 QD          | 7:04,78 | 4       | 22             |

### Бокс
Квоты, завоёванные спортсменами являются именными. Если от одной страны путёвки на Игры завоюют два и более спортсмена, то право выбора боксёра предоставляется национальному Олимпийскому комитету. Соревнования по боксу проходят по системе плей-офф. Для победы в олимпийском турнире боксёру необходимо одержать либо четыре, либо пять побед в зависимости от жеребьёвки соревнований. Оба спортсмена, проигравшие в полуфинальных поединках, становятся обладателями бронзовых наград.
Мужчины
| Категория   | Спортсмены                | Первый раунд                    | Второй раунд         | Четвертьфинал         | Полуфинал            | Финалв                | Место                |
| Категория   | Спортсмены                | Соперник Результат              | Соперник Результат   | Соперник Результат    | Соперник Результат   | Соперник Результат    | Место                |
| ----------- | ------------------------- | ------------------------------- | -------------------- | --------------------- | -------------------- | --------------------- | -------------------- |
| до 49 кг    | Хасанбой Дусматов (3)     | не участвовал                   | MEXХ. Веласкес В 3:0 | KAZБ. Жакыпов В 3:0   | USAН. Эрнандес В 3:0 | COLЮ. Мартинес В 3:0  | 1                    |
| до 52 кг    | Шахобидин Зоиров          | IRLБ. Ирвин В 3:0               | USAА. Варгас В 3:0   | AZEЭ. Мамишзаде В 3:0 | VENЙ. Финоль В 3:0   | RUSМ. Алоян В 3:0     | 1                    |
| до 56 кг    | Муроджон Ахмадалиев (2)   | не участвовал                   | KAZК. Ералиев В 3:0  | ARGА. Мелиан В TKO    | CUBР. Рамирес П 0:3  | завершил выступление  | 3                    |
| до 60 кг    | Хуршид Тожибаев (5)       | QATХ. Эршекер В 3:0             | GBRД. Кордина В 2:0  | BRAР. Консейсан П 0:3 | завершил выступление | завершил выступление  | завершил выступление |
| до 64 кг    | Фазлиддин Гаибназаров (5) | CGOД. Малонга Дзаламоу В TKO R3 | INDМ. Кумар В 3:0    | USAГ. Расселл В 2:1   | RUSВ. Дунайцев В 2:1 | AZEЛ. Сотомайор В 2:1 | 1                    |
| до 69 кг    | Шахрам Гиясов             | ESPЮ. Сиссоко В 3:0             | LTUЭ. Станёнис В 3:0 | CUBР. Иглесиас В 3:0  | MARР. Мохаммед В 3:0 | KAZД. Елеусинов П 0:3 | 2                    |
| до 75 кг    | Бектемир Меликузиев (2)   | не участвовал                   | AUSД. Льюис В 3:0    | INDК. Викас В 3:0     | MEXМ. Родригес В 3:0 | CUBА. Лопес П 0:3     | 2                    |
| до 81 кг    | Эльшод Расулов (3)        | не участвовал                   | GBRД. Буатси П KO    | завершил выступление  | завершил выступление | завершил выступление  | завершил выступление |
| до 91 кг    | Рустам Тулаганов (5)      | не участвовал                   | ECUХ. Кастильо В 3:0 | AZEА. Абдуллаев В 3:0 | RUSЕ. Тищенко П 0:3  | завершил выступление  | 3                    |
| свыше 91 кг | Баходир Жалолов (6)       | не участвовал                   | VENЭ. Муньос В TKO   | GBRД. Джойс П 0:3     | завершил выступление | завершил выступление  | завершил выступление |

Женщины
| Категория | Спортсмены       | Первый раунд        | Четвертьфинал         | Полуфинал             | Финал                 | Место |
| Категория | Спортсмены       | Соперник Результат  | Соперник Результат    | Соперник Результат    | Соперник Результат    | Место |
| --------- | ---------------- | ------------------- | --------------------- | --------------------- | --------------------- | ----- |
| до 51 кг  | Ёдгорой Мирзаева | CANМ. Буджолд П 0:3 | завершила выступление | завершила выступление | завершила выступление |       |

### Борьба
В соревнованиях по борьбе, как и на предыдущих трёх Играх, будет разыгрываться 18 комплектов наград. По 6 у мужчин в вольной и греко-римской борьбе и 6 у женщин в вольной борьбе. Турнир пройдёт по олимпийской системе с выбыванием. В утешительный раунд попадают участники, проигравшие в своих поединках будущим финалистам соревнований. Каждый поединок состоит из двух раундов по 3 минуты, победителем становится спортсмен, набравший большее количество технических очков. По окончании схватки, в зависимости от результатов спортсменам начисляются классификационные очки.
Первые две олимпийские лицензии в борьбе для сборной Узбекистана принесли борец греко-римского стиля Рустам Ассакалов и вольного Ихтиёр Наврузов, ставшие серебряными призёрами чемпионата мира 2015 года в Лас-Вегасе.
Мужчины
Вольная борьба
| Категория | Спортсмены          | Первый раунд                         | 1/8 финала                | Четвертьфинал               | Полуфинал                    | Финал / Матч за бронзу              | Место |
| Категория | Спортсмены          | Соперник Результат                   | Соперник Результат        | Соперник Результат          | Соперник Результат           | Соперник Результат                  | Место |
| --------- | ------------------- | ------------------------------------ | ------------------------- | --------------------------- | ---------------------------- | ----------------------------------- | ----- |
| до 57 кг  | Аббос Рахмонов      | Й. Бонне (CUB) П 0:4                 | Завершил выступление      | Завершил выступление        | Завершил выступление         | Завершил выступление                |       |
| до 65 кг  | Ихтиёр Наврузов     | Не участвовал                        | А. Батиров (BRN) В 3:1    | Ф. Гомес (PUR) В 3:1        | С. Рамонов (RUS) П 1:4       | Ганзоригийн Мандахнаран (MGL) В 3:1 | 3     |
| до 74 кг  | Бекзод Абдурахмонов | Не участвовал                        | Аниуар Гедуев (RUS) П 1:3 |                             | Утешительный                 | 3-е место                           |       |
| до 74 кг  | Бекзод Абдурахмонов | Не участвовал                        | Аниуар Гедуев (RUS) П 1:3 | Джордан Барроуз (USA) В 4:1 | Джабраил Гасанов (AZE) П 1:3 |                                     |       |
| до 97 кг  | Магомед Ибрагимов   | Бедопасса Буассат Джонде (GBS) В 5:0 | Сосо Тамарау (NGR) В 4:0  | Хетаг Газюмов (AZE) П 1:3   | Утешительный                 | 3-е место                           | 3     |
| до 97 кг  | Магомед Ибрагимов   | Бедопасса Буассат Джонде (GBS) В 5:0 | Сосо Тамарау (NGR) В 4:0  | Хетаг Газюмов (AZE) П 1:3   | Реза Яздани (IRI) В 5:0      | Валерий Андрейцев (UKR) В 3:1       | 3     |

Греко-римская борьба
| Категория | Спортсмены          | Первый раунд       | 1/8 финала              | Четвертьфинал         | Полуфинал              | Финал / Матч за бронзу | Место |
| Категория | Спортсмены          | Соперник Результат | Соперник Результат      | Соперник Результат    | Соперник Результат     | Соперник Результат     | Место |
| --------- | ------------------- | ------------------ | ----------------------- | --------------------- | ---------------------- | ---------------------- | ----- |
| до 59 кг  | Эльмурат Тасмурадов | Не участвовал      | К. Фрис (SRB) В 3:1     | Ю. Чхоль (PRK) В 4:0  | И. Борреро (CUB) П 1:3 | А. Эралиев (KGZ) В 3:1 | 3     |
| до 75 кг  | Дильшод Турдиев     | Не участвовал      | В. Немеш (SRB) П 1:3    | Завершил выступление  | Завершил выступление   | Завершил выступление   |       |
| до 85 кг  | Рустам Ассакалов    | Не участвовал      | Б. Провизор (USA) В 3:1 | В. Лёринц (HUN) П 1:3 | Завершил выступление   | Завершил выступление   |       |
| до 130 кг | Муминжон Абдуллаев  | Не участвовал      | С. Семёнов (RUS) П 0:3  | Завершил выступление  | Завершил выступление   | Завершил выступление   |       |

### Водные виды спорта

#### Плавание
В следующий раунд на каждой дистанции проходят спортсмены, показавшие лучший результат, независимо от места, занятого в своём заплыве.
Мужчины
| Дистанция          | Спортсмены         | Предварительный раунд | Предварительный раунд | Предварительный раунд | Полуфинал            | Полуфинал            | Полуфинал            | Финал                | Финал                |
| Дистанция          | Спортсмены         | Заплыв                | Результат             | Место                 | Заплыв               | Результат            | Место                | Результат            | Место                |
| ------------------ | ------------------ | --------------------- | --------------------- | --------------------- | -------------------- | -------------------- | -------------------- | -------------------- | -------------------- |
| 100 метров брассом | Владислав Мустафин | 3                     | 1:01,66               | 34                    | завершил выступление | завершил выступление | завершил выступление | завершил выступление | завершил выступление |

Женщины
| Дистанция                        | Спортсмены      | Предварительный раунд | Предварительный раунд | Предварительный раунд | Полуфинал             | Полуфинал             | Полуфинал             | Финал                 | Финал                 |
| Дистанция                        | Спортсмены      | Заплыв                | Результат             | Место                 | Заплыв                | Результат             | Место                 | Результат             | Место                 |
| -------------------------------- | --------------- | --------------------- | --------------------- | --------------------- | --------------------- | --------------------- | --------------------- | --------------------- | --------------------- |
| 200 метров комплексным плаванием | Ранохон Аманова | 3                     | 2:18,97               | 38                    | завершила выступление | завершила выступление | завершила выступление | завершила выступление | завершила выступление |
| 400 метров комплексным плаванием | Ранохон Аманова | 2                     | 4:52,15               | 33                    | не проводится         | не проводится         | не проводится         | завершила выступление | завершила выступление |

### Гимнастика

#### Спортивная гимнастика
В квалификационном раунде проходил отбор, как в финал командного многоборья, так и в финалы личных дисциплин. В финал индивидуального многоборья отбиралось 24 спортсмена с наивысшими результатами, а в финалы отдельных упражнений по 8 спортсменов, причём в финале личных дисциплин страна не могла быть представлена более, чем 2 спортсменами. В командном многоборье в квалификации на каждом снаряде выступали по 4 спортсмена, а в зачёт шли три лучших результата. В финале командных соревнований на каждом снаряде выступало по три спортсмена и все три результата шли в зачёт.
Мужчины
Многоборья
| Соревнование      | Спортсмены  | Квалификация        | Квалификация | Квалификация | Квалификация   | Квалификация        | Квалификация | Квалификация | Квалификация | Финал                | Финал                | Финал                | Финал                | Финал                | Финал                | Финал                | Финал                |
| Соревнование      | Спортсмены  | Вольные выступления | Конь         | Кольца       | Опорный прыжок | Параллельные брусья | Перекладина  | Всего        | Место        | Вольные выступления  | Конь                 | Кольца               | Опорный прыжок       | Параллельные брусья  | Перекладина          | Всего                | Место                |
| ----------------- | ----------- | ------------------- | ------------ | ------------ | -------------- | ------------------- | ------------ | ------------ | ------------ | -------------------- | -------------------- | -------------------- | -------------------- | -------------------- | -------------------- | -------------------- | -------------------- |
| личное многоборье | Антон Фокин | 11,800              | 14,333       | 13,966       | 14,400         | 15,466              | 13,866       | 83,831       | 37           | Завершил выступление | Завершил выступление | Завершил выступление | Завершил выступление | Завершил выступление | Завершил выступление | Завершил выступление | Завершил выступление |

Индивидуальные упражнения
| Соревнование        | Спортсмены  | Квалификация | Квалификация | Финал                | Финал                |
| Соревнование        | Спортсмены  | Очки         | Место        | Очки                 | Место                |
| ------------------- | ----------- | ------------ | ------------ | -------------------- | -------------------- |
| вольные упражнения  | Антон Фокин | 11,800       | 71           | Завершил выступление | Завершил выступление |
| конь                | Антон Фокин | 14,333       | 28           | Завершил выступление | Завершил выступление |
| кольца              | Антон Фокин | 13,966       | 48           | Завершил выступление | Завершил выступление |
| параллельные брусья | Антон Фокин | 15,466       | 12           | Завершил выступление | Завершил выступление |
| перекладина         | Антон Фокин | 13,866       | 48           | Завершил выступление | Завершил выступление |

Женщины
Индивидуальные упражнения
| Соревнование   | Спортсмены        | Квалификация | Квалификация | Финал                 | Финал                 |
| Соревнование   | Спортсмены        | Очки         | Место        | Очки                  | Место                 |
| -------------- | ----------------- | ------------ | ------------ | --------------------- | --------------------- |
| опорный прыжок | Оксана Чусовитина | 14,999       | 5 Q          | 14,833                | 7                     |
| бревно         | Оксана Чусовитина | 13,300       | 50           | Завершила выступление | Завершила выступление |

#### Художественная гимнастика
Женщины
| Соревнование              | Спортсмены                                                                       | Квалификация | Квалификация | Финал                | Финал                |
| Соревнование              | Спортсмены                                                                       | Очки         | Место        | Очки                 | Место                |
| ------------------------- | -------------------------------------------------------------------------------- | ------------ | ------------ | -------------------- | -------------------- |
| индивидуальное многоборье | Анастасия Сердюкова                                                              | 68,490       | 17           | Не квалифицировалась | Не квалифицировалась |
| групповое многоборье      | Самира Амирова Луиза Ганиева Валерия Давыдова Зарина Курбанова Марта Ростобурова | 31,166       | 12           | Не квалифицировались | Не квалифицировались |

#### Прыжки на батуте
Женщины
| Соревнование      | Спортсмены       | Квалификация | Квалификация | Финал                | Финал                |
| Соревнование      | Спортсмены       | Очки         | Место        | Очки                 | Место                |
| ----------------- | ---------------- | ------------ | ------------ | -------------------- | -------------------- |
| личное первенство | Екатерина Хилько | 97,525       | 12           | Не квалифицировалась | Не квалифицировалась |

### Гребля на байдарках и каноэ

#### Гребля на гладкой воде
Соревнования по гребле на байдарках и каноэ на гладкой воде проходят в лагуне Родригу-ди-Фрейташ, которая находится на территории города Рио-де-Жанейро. В каждой дисциплине соревнования проходят в три этапа: предварительный раунд, полуфинал и финал.
Мужчины
| Соревнование                   | Спортсмены                    | Предварительный раунд | Предварительный раунд | Предварительный раунд | Полуфинал | Полуфинал | Полуфинал | Финал    | Финал | Итоговое место |
| Соревнование                   | Спортсмены                    | Заплыв                | Время                 | Место                 | Заплыв    | Время     | Место     | Время    | Место | Итоговое место |
| ------------------------------ | ----------------------------- | --------------------- | --------------------- | --------------------- | --------- | --------- | --------- | -------- | ----- | -------------- |
| байдарки-одиночки, 1000 метров | Алексей Мочалов               | 3                     | 3:34,469              | 4                     | 2         | 3:36,968  | 5         | 3:34,807 | 4     | 12             |
| каноэ-одиночки, 1000 метров    | Герасим Кочнев                |                       |                       |                       |           |           |           |          |       |                |
| каноэ-двойки, 1000 метров      | Герасим Кочнев Серик Мирбеков | 2                     | 4:00,330              | 6                     | 2         | 3:40,772  | 2         | 3:52,920 | 8     | 8              |

Женщины
| Соревнование                  | Спортсмены       | Предварительный раунд | Предварительный раунд | Предварительный раунд | Полуфинал            | Полуфинал            | Полуфинал            | Финал                | Финал                | Итоговое место       |
| Соревнование                  | Спортсмены       | Заплыв                | Время                 | Место                 | Заплыв               | Время                | Место                | Время                | Место                | Итоговое место       |
| ----------------------------- | ---------------- | --------------------- | --------------------- | --------------------- | -------------------- | -------------------- | -------------------- | -------------------- | -------------------- | -------------------- |
| байдарки-одиночки, 200 метров | Ольга Умаралиева | 4                     | 42,525                | 7                     | Не квалифицировалась | Не квалифицировалась | Не квалифицировалась | Не квалифицировалась | Не квалифицировалась | Не квалифицировалась |

### Дзюдо
Соревнования по дзюдо проводились по системе с выбыванием. В утешительные раунды попадали спортсмены, проигравшие полуфиналистам турнира. Два спортсмена, одержавших победу в утешительном раунде, в поединке за бронзу сражались с дзюдоистами, проигравшими в полуфинале.
Мужчины
| Категория    | Спортсмены        | 1/32 финала                  | 1/16 финала             | 1/8 финала                | Четвертьфинал               | Полуфинал                | Финал                       | Место |
| Категория    | Спортсмены        | Соперник Результат           | Соперник Результат      | Соперник Результат        | Соперник Результат          | Соперник Результат       | Соперник Результат          | Место |
| ------------ | ----------------- | ---------------------------- | ----------------------- | ------------------------- | --------------------------- | ------------------------ | --------------------------- | ----- |
| до 60 кг     | Диёрбек Урозбоев  | не участвовал                | AUSД. Кац В 100:000     | SUIЛ. Шаммартен В 011:000 | KAZЕ. Сметов П 000:001      | Утешительный             | 3-е место                   | 3     |
| до 60 кг     | Диёрбек Урозбоев  | не участвовал                | AUSД. Кац В 100:000     | SUIЛ. Шаммартен В 011:000 | KAZЕ. Сметов П 000:001      | BRAФ. Китадай В 100:000  | GEOА. Папинашвили В 001:000 | 3     |
| до 66 кг     | Ришод Собиров     | не участвовал                | BLRД. Шершань В 001:000 | ARUЯ. Мата В 100:000      | KORАн Ба Уль П 000:010      | Утешительный             | 3-е место                   | 3     |
| до 66 кг     | Ришод Собиров     | не участвовал                | BLRД. Шершань В 001:000 | ARUЯ. Мата В 100:000      | KORАн Ба Уль П 000:010      | DOMВ. Матео В 100:000    | SLOА. Гомбоц В 110:000      | 3     |
| до 73 кг     | Мирали Шарипов    | не участвовал                | NEDД. Элмонт П 000:010  | завершил выступление      | завершил выступление        | завершил выступление     | завершил выступление        | 17    |
| до 81 кг     | Шахзодбек Собиров | не участвовал                | FIJД. Наулу В 100:001   | USAТ. Стивенс П 000:101   | завершил выступление        | завершил выступление     | завершил выступление        | 9     |
| до 90 кг     | Шерали Жураев     | ALGА. Бенамади В 000s1:000s2 | SWEМ. Нюман П 001:101   | завершил выступление      | завершил выступление        | завершил выступление     | завершил выступление        | 17    |
| до 100 кг    | Соиб Курбонов     | UKRА. Блошенко П 000:100     | завершил выступление    | завершил выступление      | завершил выступление        | завершил выступление     | завершил выступление        | 33    |
| свыше 100 кг | Абдулло Тангриев  | Не проводился                | SAMД. Суа В 100:000     | ROMД. Натеа В 110:000     | KGZЮ. Краковецкий В 100:001 | JPNХ. Харасава П 000:101 | 3-е место                   |       |
| свыше 100 кг | Абдулло Тангриев  | Не проводился                | SAMД. Суа В 100:000     | ROMД. Натеа В 110:000     | KGZЮ. Краковецкий В 100:001 | JPNХ. Харасава П 000:101 | BRAР. Силва П 000:001       | 5     |

Женщины
| Категория | Спортсмены         | 1/16 финала              | 1/8 финала            | Четвертьфинал         | Полуфинал             | Финал                 | Место |
| Категория | Спортсмены         | Соперник Результат       | Соперник Результат    | Соперник Результат    | Соперник Результат    | Соперник Результат    | Место |
| --------- | ------------------ | ------------------------ | --------------------- | --------------------- | --------------------- | --------------------- | ----- |
| до 70 кг  | Гулноза Матниязова | POLК. Клис П 000s2:000s1 | завершила выступление | завершила выступление | завершила выступление | завершила выступление | 17    |

### Лёгкая атлетика
Мужчины
Шоссейные дисциплины
| Дисциплина | Спортсмен     | Время | Место | Отставание |
| ---------- | ------------- | ----- | ----- | ---------- |
| марафон    | Андрей Петров | DNF   | DNF   | DNF        |

Технические дисциплины
| Дисциплина     | Спортсмен        | Квалификация | Квалификация | Финал              | Финал              |
| Дисциплина     | Спортсмен        | Результат    | Место        | Результат          | Место              |
| -------------- | ---------------- | ------------ | ------------ | ------------------ | ------------------ |
| тройной прыжок | Руслан Курбанов  |              |              |                    |                    |
| метание копья  | Иван Зайцев      | 77,83        | 26           | не квалифицировлся | не квалифицировлся |
| метание копья  | Бобур Шокиржонов | NM           | NM           | не квалифицировлся | не квалифицировлся |
| метание молота | Сухроб Ходжаев   | 70,11        | 23           | не квалифицировлся | не квалифицировлся |

Многоборье
| Дисциплина  | Спортсмен      | Параметр  | 100 м | длина | ядро | высота | 400 м | 110 м с/б | диск | шест | копьё | 1500 м | Всего очков | Итоговое место |
| ----------- | -------------- | --------- | ----- | ----- | ---- | ------ | ----- | --------- | ---- | ---- | ----- | ------ | ----------- | -------------- |
| десятиборье | Леонид Андреев | Результат |       |       |      |        |       |           |      |      |       |        |             |                |
| десятиборье | Леонид Андреев | Очки      |       |       |      |        |       |           |      |      |       |        |             |                |
| десятиборье | Леонид Андреев | Место     |       |       |      |        |       |           |      |      |       |        |             |                |

Женщины
Беговые дисциплины
| Дисциплина                    | Спортсмен              | Предварительный раунд | Предварительный раунд | Предварительный раунд | Четвертьфиналы | Четвертьфиналы | Четвертьфиналы | Полуфиналы    | Полуфиналы    | Полуфиналы    | Финал    | Финал |
| Дисциплина                    | Спортсмен              | Забег                 | Время                 | Место                 | Забег          | Время          | Место          | Забег         | Время         | Место         | Время    | Место |
| ----------------------------- | ---------------------- | --------------------- | --------------------- | --------------------- | -------------- | -------------- | -------------- | ------------- | ------------- | ------------- | -------- | ----- |
| бег на 100 метров             | Нигина Шарипова        |                       |                       |                       |                |                |                |               |               |               |          |       |
| бег на 200 метров             | Нигина Шарипова        |                       |                       |                       | не проводится  | не проводится  | не проводится  |               |               |               |          |       |
| бег на 10 000 метров          | Екатерина Тунгускова   | не проводится         | не проводится         | не проводится         | не проводится  | не проводится  | не проводится  | не проводится | не проводится | не проводится | DNF      | DNF   |
| бег на 10 000 метров          | Ситора Хамидова        | не проводится         | не проводится         | не проводится         | не проводится  | не проводится  | не проводится  | не проводится | не проводится | не проводится | 31:57,77 | 24    |
| бег на 100 метров с барьерами | Валентина Кибальникова |                       |                       |                       | не проводится  | не проводится  | не проводится  |               |               |               |          |       |
| бег на 400 метров с барьерами | Наталья Асанова        |                       |                       |                       | не проводится  | не проводится  | не проводится  |               |               |               |          |       |

Шоссейные дисциплины
| Дисциплина | Спортсмен         | Время   | Место | Отставание |
| ---------- | ----------------- | ------- | ----- | ---------- |
| марафон    | Ситора Хамидова   | 2:39:45 | 54    | +15:41     |
| марафон    | Марина Хмелевская | 2:45:06 | 77    | +21:02     |

Технические дисциплины
| Дисциплина      | Спортсмен         | Квалификация | Квалификация | Финал                | Финал                |
| Дисциплина      | Спортсмен         | Результат    | Место        | Результат            | Место                |
| --------------- | ----------------- | ------------ | ------------ | -------------------- | -------------------- |
| прыжок в длину  | Юлия Тарасова     |              |              |                      |                      |
| прыжок в высоту | Светлана Радзивил | 1,94         | 1            | 1,88                 | 13                   |
| прыжок в высоту | Надия Дусанова    | 1,92         | 20           | не квалифицировалась | не квалифицировалась |

Многоборье
| Дисциплина | Спортсмен          | Параметр  | 100 м с/б | высота | ядро | 200 м | длина | копьё | 800 м | Всего очков | Итоговое место |
| ---------- | ------------------ | --------- | --------- | ------ | ---- | ----- | ----- | ----- | ----- | ----------- | -------------- |
| семиборье  | Екатерина Воронина | Результат | 15,21     | 1,65   | DNS  | DNS   | DNS   | DNS   | DNS   | 1609        | DNF            |
| семиборье  | Екатерина Воронина | Очки      | 814       | 795    | DNS  | DNS   | DNS   | DNS   | DNS   | 1609        | DNF            |
| семиборье  | Екатерина Воронина | Место     | 30        | 29     | DNS  | DNS   | DNS   | DNS   | DNS   | 1609        | DNF            |

### Настольный теннис
Соревнования по настольному теннису проходили по системе плей-офф. Каждый матч продолжается до тех пор, пока один из теннисистов не выигрывает 4 партии. Сильнейшие 16 спортсменов начинали соревнования с третьего раунда, следующие 16 по рейтингу стартовали со второго раунда.
Мужчины
| Соревнование     | Спортсмены    | Квалификация       | Первый раунд        | Второй раунд              | Третий раунд         | 1/8 финала           | 1/4 финала           | Полуфинал            | Финал                |
| Соревнование     | Спортсмены    | Соперник Результат | Соперник Результат  | Соперник Результат        | Соперник Результат   | Соперник Результат   | Соперник Результат   | Соперник Результат   | Соперник Результат   |
| ---------------- | ------------- | ------------------ | ------------------- | ------------------------- | -------------------- | -------------------- | -------------------- | -------------------- | -------------------- |
| одиночный разряд | Зохид Кенжаев | Не участвовал      | CZEЛ. Янкарик В 4:2 | GBRЛ. Питчфорд (31) П 1:4 | Завершил выступление | Завершил выступление | Завершил выступление | Завершил выступление | Завершил выступление |

### Стрельба
В январе 2013 года Международная федерация спортивной стрельбы приняла новые правила проведения соревнований на 2013—2016 года, которые, в частности, изменили порядок проведения финалов. Во многих дисциплинах спортсмены, прошедшие в финал, теперь начинают решающий раунд без очков, набранных в квалификации, а финал проходит по системе с выбыванием. Также в финалах после каждого раунда стрельбы из дальнейшей борьбы выбывает спортсмен с наименьшим количеством баллов. В скоростном пистолете решающие поединки проходят по системе попал-промах. В стендовой стрельбе добавился полуфинальный раунд, где определяются по два участника финального матча и поединка за третье место.
Мужчины
| Соревнование                       | Спортсмены       | Квалификация | Квалификация | Полуфинал     | Полуфинал     | Финал                | Финал                |
| Соревнование                       | Спортсмены       | Результат    | Место        | Результат     | Место         | Соперник/ Результат  | Место                |
| ---------------------------------- | ---------------- | ------------ | ------------ | ------------- | ------------- | -------------------- | -------------------- |
| пневматическая винтовка, 10 метров | Вадим Скороваров | 620,9        | 28           | не проводится | не проводится | завершил выступление | завершил выступление |

### Теннис
Соревнования пройдут на кортах олимпийского теннисного центра. Теннисные матчи будут проходить на кортах с твёрдым покрытием DecoTurf, на которых также проходит и Открытый чемпионат США.
Мужчины
| Соревнование     | Спортсмены    | 1/32 финала                 | 1/16 финала          | 1/8 финала           | Четвертьфинал        | Полуфинал            | Финал                |
| Соревнование     | Спортсмены    | Соперник Результат          | Соперник Результат   | Соперник Результат   | Соперник Результат   | Соперник Результат   | Соперник Результат   |
| ---------------- | ------------- | --------------------------- | -------------------- | -------------------- | -------------------- | -------------------- | -------------------- |
| одиночный разряд | Денис Истомин | ESPД. Феррер (7) П 2:6, 1:6 | Завершил выступление | Завершил выступление | Завершил выступление | Завершил выступление | Завершил выступление |

### Тхэквондо
Соревнования по тхэквондо проходят по системе с выбыванием. Для победы в турнире спортсмену необходимо одержать 4 победы. Тхэквондисты, проигравшие по ходу соревнований будущим финалистам, принимают участие в утешительном турнире за две бронзовые медали.
Мужчины
| Категория   | Спортсмены       | Первый раунд            | Четвертьфинал                              | Полуфинал             | Финал                   | Место |
| Категория   | Спортсмены       | Соперник Результат      | Соперник Результат                         | Соперник Результат    | Соперник Результат      | Место |
| ----------- | ---------------- | ----------------------- | ------------------------------------------ | --------------------- | ----------------------- | ----- |
| до 80 кг    | Никита Рафалович | У. Уеслати (TUN) П 8:11 | Завершил выступление                       | Завершил выступление  | Завершил выступление    | 11    |
| свыше 80 кг | Дмитрий Шокин    | Ц. Сэнь (CHN) В 15:8    | Р. Кастильо (CUB) В 1:1 Win by Superiority | А. Иссуфу (NIG) П 2:8 | 3-е место               |       |
| свыше 80 кг | Дмитрий Шокин    | Ц. Сэнь (CHN) В 15:8    | Р. Кастильо (CUB) В 1:1 Win by Superiority | А. Иссуфу (NIG) П 2:8 | Чха Дон Мин (KOR) П 3:4 | 5     |

Женщины
| Категория | Спортсмены          | Первый раунд                               | Четвертьфинал          | Полуфинал             | Финал                 | Место |
| Категория | Спортсмены          | Соперник Результат                         | Соперник Результат     | Соперник Результат    | Соперник Результат    | Место |
| --------- | ------------------- | ------------------------------------------ | ---------------------- | --------------------- | --------------------- | ----- |
| до 67 кг  | Нигора Турсункулова | Э. Юханссон (SWE) В 2:2 Win by Superiority | Ф. Азизова (AZE) П 1:5 | Завершила выступление | Завершила выступление | 9     |

### Тяжёлая атлетика
Каждый НОК самостоятельно выбирает категорию в которой выступит её тяжелоатлет. В рамках соревнований проводятся два упражнения — рывок и толчок. В каждом из упражнений спортсмену даётся 3 попытки. Победитель определяется по сумме двух упражнений. При равенстве результатов победа присуждается спортсмену с меньшим собственным весом.
Мужчины
| Категория    | Спортсмены           | Вес    | Рывок | Рывок | Рывок | Толчок | Толчок | Толчок | Всего | Место |
| Категория    | Спортсмены           | Вес    | 1     | 2     | 3     | 1      | 2      | 3      | Всего | Место |
| ------------ | -------------------- | ------ | ----- | ----- | ----- | ------ | ------ | ------ | ----- | ----- |
| до 69 кг     | Достон Ёкубов        | 68,95  | 133   | 137   | 140   | 172    | 176    | 181    | 313   | 14    |
| до 105 кг    | Иван Ефремов         | 104.90 | 185   | 189   | 194   | 210    | 218    | 220    | 414   | 5     |
| до 105 кг    | Руслан Нурудинов     | 104.96 | 190   | 194   | 197   | 225    | 230    | 237    | 431   | 1     |
| свыше 105 кг | Сардорбек Дусмурутов | 109.79 | 170   | 175   | 179   | 225    | 232    | 240    | 411   | 11    |
| свыше 105 кг | Рустам Джангабаев    | 145.88 | 185   | 190   | 195   | 230    | 237    | 237    | 432   | 6     |